# Dennis McComak
Dennis J. McComak (* 2. Januar 1952 in Columbus, Cherokee County, Kansas) ist ein US-amerikanischer Bogenschütze.
McComak nahm an den Olympischen Spielen 1972 in München teil und erreichte im Wettkampf im Bogenschießen mit 2398 Punkten als schlechtester von drei Teilnehmern seines Landes den 11. Platz. Heute lebt McComak in Florida.